# Kefas

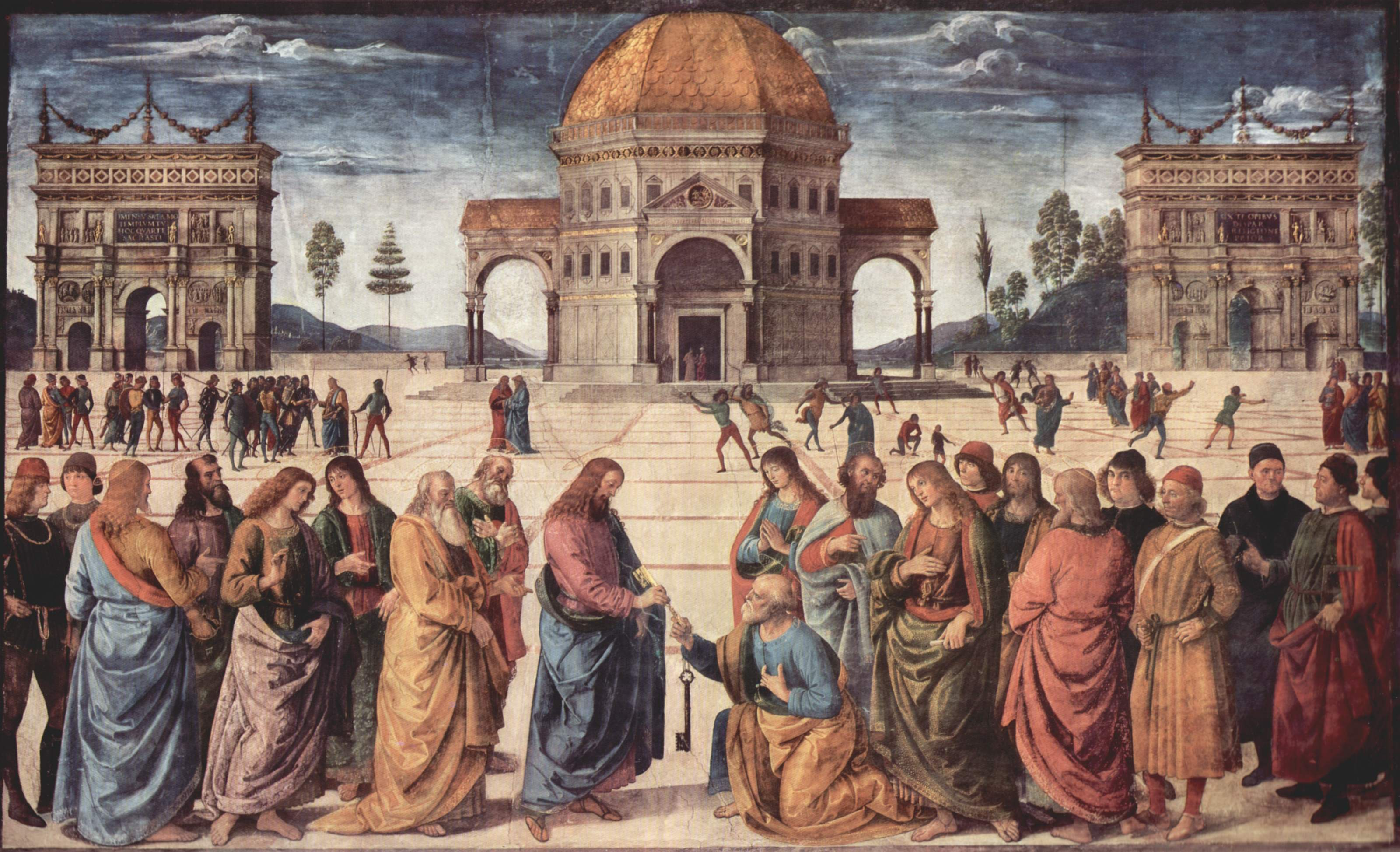
Jij bent Petrus, de rots waarop ik mijn kerk zal bouwen. ... Ik zal je de sleutels van het koninkrijk van de hemel geven. (Matteüs 16:18-19)

Kefas (van het Aramese  כיפא, Kēp’, "rots"), Cephas of Keefa was volgens Johannes 1:42 de bijnaam die Jezus gaf aan zijn leerling Simon, een van de twaalf apostelen. De naam werd door de evangelisten in het Grieks vertaald als Petros. Vandaar dat o.a. in het Nederlands de gelatiniseerde vorm Petrus gebruikelijk werd. Ook de combinatie "Simon Petrus" komt in het Nieuwe Testament meerdere keren voor, vooral in het evangelie volgens Johannes.
Kefas wordt genoemd in twee brieven van Paulus (1 Korintiërs 1:12; 3:22; 9:5; 15:5 en Galaten 1:18; 2:9,11,14), maar in Galaten 2:7-8 noemt Paulus hem Petrus.